# 리과대학
리과대학(理科大學, University of Sciences)은 1967년 1월 17일 수재교육을 강화할 데 대한 김일성의 교시에 따라 김일성종합대학의 분교로 창립되었다. 지리적으로 평안남도 평성시에 위치해 있지만, 행정구역상으로 평양시 은정구역 과학동으로 되어 있다.
1990년대에 과학자들을 우대하기 위한 정책으로 평성시 덕산동일대의 리과대학을 포함한 과학원지구를 평양시 은정구역 과학동으로 명명하였다. 교직원 등의 연구원은 4만 명, 학생은 4,000명 이상이다. 대학의 명칭은 1980년대까지 "평성리과대학"으로 불리었지만, 90년대부터는 일반적으로는 북한의 매체에서는 "리과대학"으로, 북한에서 발행되는 공식 서류에는 리과대학이 국가과학원에 소속되어 있으므로 "국가과학원 리과대학"으로 되어 있다. 한국의 매체에서는 "북한의 'KAIST'"라고 소개되었고, 북한 내에서는 "수재대학"으로 알려져 있다.
해당 지역은 지리적으로 평안남도 평성시에 속했으나 김정일의 과학자 우대 정책의 일환으로 평성시에서 평양시 은정구역으로 행정구역 개편을 하였다.
북한에서 대내외적으로 김일성종합대학, 김책공업종합대학과 함께 3대 명문대학으로 손꼽히는 대학이다.

## 상세
김일성종합대학이나 김책공업종합대학은 "민족간부양성"을 목적으로 세운 대학교들이라 현장에 비교적 빠르게 투입 가능한 과목 위주로 구성된 점과 대조적으로, 리과대학은 "과학자 양성"을 목적으로 세워진 학교라 좀 더 장기적 관점에서 연구 및 개발에 투입할 수 있는 인재를 육성하는 것을 목표로 한다.
북한의 과학인재중시정책으로 인해, 리과대학은 다른 대학들과는 달리 대학 재학 중 농촌 동원이나 정치활동 같은 학업과는 무관한 사회 동원을 면제한다. 90년대초 북한의 경제난으로 잠시 국가적 지원이 저조했지만, 2010년대 김정은이 권력의 중심에 등장하면서 성분보다 실력을 강조하는 분위기로 가면서 부상하고 있다.

## 주요 현황
리과대학의 정원수는 학부생들과 교직원 그리고 대학원생(박사원)들을 포함하여 대략 4,000명 정도로 소수정예이다.[8]. 대학과정은 7년이고 마지막 1년은 졸업논문 작성기간이며, 재학기간에 주로 자연과학과목으로 구성된 많은 과목을 통과해야 한다.
리과대학은 교재가 없고 교수(교원)들이 강의를 할 때 참고서적을 안내하면 강의가 끝난 다음 도서관에서 그 참고서적들을 참고하는 방식으로 학습을 진행한다. 물론 지정된 교재들이 있으나 그것만으로는 참고할 만한 내용이 부족하고 또한 새로운 과학기술들이 계속 갱신되므로 다른 책들을 보게 된다.
대학을 졸업하려면 낙제(F)나 보통(C) 과목이 없어야 하며 또한 대학 졸업시험과 졸업논문 변론을 통과하여야만 대학과정을 마치게 된다. 북한 학점체계 기준 2.5 이하인 과목[9]이 3개 이상이면 퇴학을 해야 한다.
리과대학은 북한 최고의 과학연구단지 및 기관인 국가과학원 산하에 속해 있다. 졸업생들은 북한 중앙당 간부부에서 직접 직업을 배치하며, 주로 많은 특수기관들, 국방과학원 및 자연과학원에 배정된다. 현재 위와 같은 기관들에서 리과대학 졸업생들이 은밀하게 상당한 역할을 맡고 있지만, 대외적으로는 잘 알려져 있지 않다. 기사에서 서술한 바와 같이 과학기술 분야에서 아웃풋도 김일성종합대학이나 김책공업종합대학과 대등하거나 우위에 있다. 해당 기사에서 국가과학원이 나오는데, 리과대학은 국가과학영내에 있고, 국가과학원연구사들 대부분은 리과대학의 졸업생들이고, 또 이들은 국가과학원 직속인 리과대학의 교수나 연구원을 겸직한다. 특히 명단에 나오는 김광현은 국가과학원 레이저 연구소 연구사이며 리과대학 졸업생으로 모교에서 교수(교원)를 겸직하고 있다.

## 학생 선발
리과대학을 창설할 때 우수 인재의 선발을 위해 엄격한 시험 제도를 시행하고 있다. 보통의 경우 대입시험을 한번만 통과하면 되지만 여기선 3번의 시험(두 차례는 리과대학 자체적으로 실시)을 통과해만 한다. 시험 과목도 다른 대학들은 총점 기준으로 선발하지만, 리과대학은 수학, 물리, 외국어 성적이 낮으면 아무리 총점수가 높아도 합격할 수가 없게 되어 있다. 그래서 북한에서 리과대학은 가장 우수한 학생들이 선발되어 공부하는 곳이었다. 신입생의 80 퍼센트가 전국의 제1고등중학교졸업생 들이고, 나머지 20퍼센트는 주로 일반고등학교출신의 전국알아맞추기경연대회나 공화국수학올림픽 또는 과학경연대회들의 입상자들이다.
북한의 다른 대학들과 달리 리과대학에는 제대군인과 현직생이 없다. 입학에 나이제한이 있기 때문인데 만 17세가 넘는 학생은 리과대학입학시험에 응시할 수 없다.
리과대학은 학생선발에 있어서 우선권을 갖고 있다. 북한에서 대학입학 시즌이 오면 리과대학 교원들이 전국의 제1중학교들에 학생선발을 위해서 파견되어서 1중학교 졸업생들의 학적부에서 성적이 좋은 학생들을 우선선발한다. 군사제일주의의 국가인 북한에서 제2경제 산하인 리과대학에 배치된 학생들은 규정 상 다른 대학으로 가고 싶어도 갈 수 없다. 국내외 전문조사기관이 여러가지 정량적 수치를 조사 연구하여 대학 순위를 매기는 한국과는 달리 북한에는 공식적으로 발표된 대학서열이 존재하지 않는다. 하지만 북한 내의 인지도나 영향력을 한국이나 미국의 대학들과 비교해보면 김일성대-서울대-하버드, 김책공대-포항공대-칼텍, 리과대-카이스트-MIT, 학교의 특성으로 비교하면 김책공대-카이스트-MIT, 리과대-포항공대-칼텍으로 볼수 있다.

## 조직
6개 학부가 있고, 매 학부에 5~6개 학과가 설치되어 있다.
- 수학부 : 정보수학과, 응용수학과
- 수학력학부
- 물리학부 : 열물리학과, 리론물리학과, 고체물리학과, 광학과
- 화학부
- 생물학부 : 생화학과, 분자생물학과, 일반유전과, 분자유전과, 세포유전과, 생물물리과, 통계유전과, 생물정보학과 등
- 전자과학부 : 정보통신학과, 조종학과, 장치학과
- 전자계산기학부
- 기계공학부 : 고체력학과, 류체력학과, 기계력학과
- 전기공학부

## 기타
북한의 화학공업도시인 함경남도 함흥시에 국가과학원 함흥분원 산하에 리과대학 함흥분교를 갖고 있다. 함흥분원의 원장은 북한에서 "비날론의 과학자"로 유명한 리승기박사가 역임하였다.
학생수나 규모에 있어서 김일성종합대학이나 김책공업종합대학보다 훨씬 작고 졸업생 대부분이 국가과학원, 인민무력부, 국가안전보위부, 정찰총국 등등 특수분야로 빠지므로 사회에서 리과대학 출신을 보기가 드물어서 북한 사회에서 조차도 잘 알려져 있지 않다. 90년대까지 공부를 꽤나 했던 사람들이 아니라면 대부분 탈북자들은 북한에 그런 대학이름을 들어본 적도 없다. 21세기 들어와서, 김정은의 "과학 중시정책"으로 북한 영화 "한 녀학생의 일기"가 상영된 후 많이 알려졌다.

## 동문
- 김광현- 북한의 물리학자, 국가과학원 물리연구소 연구원, 교수. 세계과학원 청년회원[9], 현재 북한을 대표하는 최고 과학자로 북한에서 해외저널에 가장 많은 논문을 내고 있는 물리학자 중의 한명이다. 2022년 2월 기준으로 SCOPUS에 48편의 논문이 뜬다 논문리스트[10].
- 김서인 - 북한에서 최연소로 박사학위를 받은 수학자. 북한 국가과학원 수학연구소 실장. 80년대 북한에서 방송매체를 통해서 대대적으로 선전한 젊은 영재 과학자였다. 북한의 많은 과학 꿈나무들의 롤모델이기도 하였다. 광명성 1호 위성 발사의 핵심을 맡으며 승승장구했으나, 2006년경 부친이 핵개발 자료를 해외에 팔아넘긴 것에 연루되어 요덕 수용소로 숙청되었다고 전해진다.[11]
- 김승두 - 북한의 생명공학자, 후보원사. 국가교육위원회 위원장.[12]
- 김하 - 북한의 물리학자, 리과대학 교원. 북한에서 해외저널에 가장 논문을 많이 내는 과학자들 중 한명으로 언급되었다.[13]
- 김호 - 북한의 수학자. 리과대학 교원. 20대에 수학박사[19]학위를 받은 영재과학자이다. 북한이 외국인들을 대상으로 발행하는 체제선전용 러시아어로 번역된 잡지 "Корея Сегодня(오늘의 조선)"이라는 잡지 (92년판)에 독일의 저명수학자의 논문에서 오류를 발견하고 그 문제에 대한 새로운 해법을 제시하여 그 수학자로 부터 찬사를 받았다고 소개되었다. 탈북자들의 증언에 의하면, 2000년대 초반 "안기부 달러"를 받은 혐의로 숙청되었다고 한다.
- 리광호 - 북한 국가과학원장, 당교육부 부장[14]
- 김건일 - 북한이탈주민, 리과대학 전자과학부 전자과학과를 졸업하고 북한 국가과학원 발전문제연구소 연구사로 근무하다가 2017년 7월 해상으로 탈북하였다. 이제 만나러 갑니다에도 출현. 한국에서 수능을 보고 2019년에 서울대학교 전기정보공학부에 입학하여 공부하고 있다.[15]
- 이윤걸 - 북한이탈주민, 생명공학자. 북한전략정보서비스센터 대표[16]. 탈북자 1호 국회의원 조명철의 박사학위 학력에 대해서 의혹을 제기했다.[17]
- 이충국 - 북한이탈주민, 한의사. 민들레한의원 원장.[18] 최초 리과대학출신 탈북자.
- 죠셉 한 - 북한이탈주민, 물리학자, 교수. 탈북자 최초 이공계 해외박사[19], 탈북자 최초 미국박사[20][21]. 미국 텍사스 A&M 대학교에서 핵물리학박사학위를 받고 미국에서 활동하고 있는 물리학자이다.
- 장혁 - 북한이탈주민, 리과대학 정보수학과 졸업. 리과대학을 졸업하고 중앙당 산하 연구소에서 근무하다가 고향인 청진시로 내려와 여동생과 함께 웨딩 촬영 사업을 운영했었다. 사업을 성공적으로 운영하고 있었으나 몇년 전에 먼저 탈북한 여자친구가 연락하여 탈북을 설득했고 어머니와 여동생과 함께 2019년 11월 코로나 사태 직전에 탈북하였다.[22] 그리고, 남한에서 여자친구와 결혼도 했다. 이후 북한의 젊은 세대, IT를 주제로 다루는 다양한 방송에 출연했다. 2023년 서울대학교 대학원에 진학하여 인공지능과 데이터 사이언스를 공부하고 있다.
- 장미 - 북한이탈주민, 리과대학 정보통신과 졸업[23]. 위의 장혁과는 남매 사이이다. 2019년 11월 탈북 후 회사원으로 일하며, 이만갑이나 유튜브 채널에 패널로 출연하는 식으로 활동한다.

## 대중 문화 속 리과대학
- 《한 녀학생의 일기》 (조선예술영화, 2006) 영화의 주인공 여학생이 아빠의 뒤를 이어 과학자가 되기 위하여 리과대학에 입학한다.[24]

## 같이 보기
- 조선민주주의인민공화국의 대학 목록
- 평양과학기술대학
- 조선민주주의인민공화국의 교육